# Naegleria fowleri
Naegleria fowleri (cunoscută colocvial și ca „amiba care mănâncă creierul”) este o specie de amibă termofilă din genul Naegleria, încrengătura Percolozoa.  Este o specie liberă, care se hrănește cu bacterii, dar poate fi și patogenă, cauzând boala numită meningoencefalită primară amibiană. Acest microorganism este întâlnit în ape dulci: în lacuri, râuri și ape termale.  A fost descoperită în 1965 și a fost identificată pentru prima dată în Australia. 